# The Strange Ones
The Strange Ones és una pel·lícula dramàtica estatunidenca del 2017 dirigida per Christopher Radcliff i Lauren Wolkstein, i escrita per Christopher Radcliff. La pel·lícula és protagonitzada per Alex Pettyfer, James Freedson-Jackson, Emily Althaus, Gene Jones, Owen Campbell i Tobias Campbell, i va ser estrenat a DirectTV el 7 de desembre de 2017, abans de ser estrenat en vídeo a la carta i als cinemes el 5 de gener de 2018, per Vertical Entertainment.

## Trama
Un incendi casolà envia un adolescent, Sam, i un home de vint anys, Nick, a un viatge per carretera per l'Amèrica rural. Mentre es dirigeixen a un lloc on Nick creu que tots dos poden trobar una segona oportunitat, diuen a la gent dels restaurants i les parades de descans que són els germans Nick i Jeremiah i que estan de vacances. Sam sembla gelós de qualsevol persona que passa temps amb Nick, aviat suggereix que existeix una relació més fosca entre els dos homes, excepte que el seu pare va abusar d'ell. Al mateix temps, Sam té dificultats per interpretar la diferència entre la realitat i els somnis. Nick li diu que no importa i que en Sam pot convertir els seus somnis en realitat.

## Repartiment
- Alex Pettyfer - Nick
- James Freedson-Jackson - Sam
- Emily Althaus - Kelly
- Gene Jones - Gary
- Owen Campbell - Luke
- Tobias Campbell - Jeremiah
- Marin Ireland - Crystal
- Will Blomker - Robert
- Birgit Huppuch - Dr. Faller
- Olivia Wang - Sarah

## Estrena
TLa pel·lícula es va estrenar a South by Southwest l'11 de març de 2017 El 20 de maig de 2017, Vertical Entertainment i DirecTV van adquirir els drets de distribució de la pel·lícula. La pel·lícula es va estrenar a DirecTV el 7 de desembre de 2017, abans de ser llançada en vídeo sota demanda i als cinemes el 5 de gener de 2018, per Vertical Entertainment.

## Recepció
Al lloc web de l'agregador de ressenyes Rotten Tomatoes, la pel·lícula té una puntuació d'aprovació del 55% basada en 29 ressenyes, amb una puntuació mitjana de 5,70/10. A Metacritic, la pel·lícula té una puntuació mitjana ponderada de 57 sobre 100, basada en 10 crítics, que indica "crítiques mixtes o mitjanes".